# Chemin de Montredon
Le chemin de Montredon (en occitan : camin de Montredon) est une voie de Toulouse, chef-lieu de la région Occitanie, dans le Midi de la France.

## Situation et accès

### Description
Le chemin de Montredon est une voie publique. Il se trouve à la limite entre le quartier de Gramont, dans le secteur 4 - Est, et la commune de L'Union.
Il naît en se séparant de la route d'Agde au niveau du parc du château de Gramont (actuel no 1) : la pointe qui se forme sépare les communes de Toulouse, à l'ouest du chemin de Montredon, L'Union, entre le chemin de Montredon et la route d'Agde, et Balma, à l'est de la route d'Agde. Dans sa première partie, longue de 913 mètres, il est orienté au nord-est. Il longe d'abord le lotissement de la résidence de Gramont, accessible par la rue Nicéphore-Niepce et la rue Jacques-Provost. Il dessert ensuite à l'est la zone d'activités de Montredon, sur le territoire de la commune de L'Union, et parcouru par le chemin de l'Armée, la rue d'Hélios et la rue de Kourou, et il longe à l'ouest le quartier Pradère. Le chemin oblique ensuite au nord-ouest, presque à angle droit, et se prolonge sur 507 mètres. Il franchit par un viaduc les voies de la ligne de chemin de fer de Toulouse à Capdenac, puis de l'autoroute du Pastel (A68). Il aboutit enfin au rond-point Émile-Joseph-Fournier, au carrefour de la rue Paule-Raymondis, de l'impasse Marthe-Condat et du chemin de Gabardie.
La chaussée compte, entre la route d'Agde et le chemin de l'Armée, une seule voie de circulation automobile à double-sens. Il n'existe pas d'aménagement spécifique pour les piétons, ni d'aménagement cyclable. Entre le chemin de l'Armée et le rond-point Émile-Joseph-Fournier, il existe une voie de circulation automobile dans chaque sens, mais il n'y a pas non plus d'aménagement cyclable.

### Voies rencontrées
Le chemin de Montredon rencontre les voies suivantes, dans l'ordre des numéros croissants (« g » indique que la rue se situe à gauche, « d » à droite) :
1. Route d'Agde
2. Rue Nicéphore-Niepce (g)
3. Rue Jacques-Provost - accès piéton (g)
4. Chemin de l'Armée - L'Union (d)
5. Rue d'Hélios - L'Union (d)
6. Rue de Kourou - L'Union (d)
7. Rond-point Émile-Joseph-Fournier
8. Rue Paule-Raymondis (g)
9. Impasse Marthe-Condat (d)

## Odonymie
Le chemin tient son nom du domaine de Montredon, un domaine agricole constitué autour du château du même nom (actuel no 2 impasse de Montredon). Il lui vient peut-être de la topographie des lieux : le château se dresse effectivement au sommet d'une colline (mont redon, « mont rond » en occitan) qui culmine à 153 mètres, près de la confluence de la Seillonne et de la Sausse.

## Patrimoine et lieux d'intérêt

### Patrimoine rural
- no  1 : château de Gramont (fin du XVIIIe siècle)[1],[2].
- no  3 : métairie de Gramont (deuxième moitié du XVIIIe siècle)[3].
- no  9 : château de Montredon (XVIIIe siècle)[4].

### Quartier Pradère
Le quartier Pradère, d'une superficie de 25 hectares, est créé en 1957, à la suite de la fermeture des ateliers de l'Arsenal, voués à la démolition (emplacement de l'actuel site de l'Arsenal, université Toulouse-I-Capitole). Il accueille des unités de l'établissement régional du matériel (ERM) de Toulouse, devenu par la suite le 3e régiment du matériel (3e RMAT). Le quartier est nommé en l'honneur général de division Louis Pradère, directeur central du Matériel entre 1944 et 1949.
En 2005, le quartier Pradère accueille le 4e groupement logistique du commissariat de l'Armée de terre (4e GLCAT), soit 850 personnes, provoquant le départ de la 2e compagnie de maintenance mobilité (2e CMM) pour Muret entre 2007 et 2008. Le 4e GLCAT était dévolu au soutien des personnels en opérations extérieures. En 2011, lorsque les derniers GLCAT sont dissous, il devient le régiment de soutien du combattant (RSC), au sein du commandement de la logistique. Enfin, en 2018, il est adapté et transformé en régiment à vocation parachutiste pour devenir le 14e régiment d'infanterie et de soutien logistique parachutiste (14e RISLP).

### Œuvre publique
- croix de carrefour[5].